# Krigia wrightii
Krigia wrightii là một loài thực vật có hoa trong họ Cúc. Loài này được (A.Gray) K.L.Chambers ex K.J.Kim mô tả khoa học đầu tiên năm 1992.